# Olegario Antonio Becerra
Olegario Becerra (1911-1992) fue un político argentino, que ejerció como diputado nacional entre 1958 y 1960 por la Unión Cívica Radical Intransigente. Posteriormente fue uno de los fundadores del Movimiento de Integración y Desarrollo, liderado por Arturo Frondizi y Rogelio Frigerio.

## Biografía
Becerra nació el 19 de mayo de 1911 en la ciudad de La Plata, provincia de Buenos Aires, en el seno de una familia de inmigrantes españoles. Inició sus estudios en abogacía obteniendo el título en 1943 por la Universidad Nacional de La Plata. Como graduado, presidió la Federación de Graduados (luego expulsado en 1958) y fue miembro del Consejo Superior (1958). 
En el plano político-militante, a partir de 1929 militó en la Unión Cívica Radical, participando de la campaña de 1931 que llevó al triunfo de la fórmula conformada por Honorio Pueyrredón y Mario Guido en la provincia de Buenos Aires. Además fue Presidente Fundador del Instituto Radical de La Plata, del departamento Cultural de Provincias Unidas (en codirección con Candiotti, Frondizi, Gauna, Mosquera y otros) hasta su clausura en 1947. También, durante la década de 1940, colaboró en la creación del Movimiento de Intransigencia y Renovación (MIR), junto a Moisés Lebensohn, y Ricardo Balbín. 
En 1957, Becerra fue uno de los fundadores de la Unión Cívica Radical Intransigente, tras los sucesos desencadenados al imponerse Arturo Frondizi como presidente del Comité Nacional del radicalismo tras la ruptura con Amadeo Sabattini y Balbín. Durante este año es elegido como representante de Buenos Aires en la Convención Nacional que se reunió en Santa Fe para modificar la constitución. 
En 1958, con el triunfo de UCRI en las elecciones presidenciales, ingresa a la cámara baja como diputado, siendo vicepresidente y también asume la presidencia del Comité Nacional de la UCRI en reemplazo de Monjardín, para dejar el cargo en 1960, tras perder las elecciones. Luego del golpe de Estado de 1962, donde Guido asume como Presidente de la República, Becerra es nombrado como presidente interino la Cámara de Diputados. 
En 1964, fue uno de los fundadores del Movimiento de Integración y Desarrollo (MID), acompañando a Frondizi nuevamente, y llegó a ser secretario del Comité Nacional del partido. Por último, formó parte del Frente Justicialista de Liberación Nacional en el año 1972. 
Hacia finales de 1974, Becerra comienza a participar dentro del sector interno del MID que se conocía como "Grupo del Paraná-Línea Popular",  liderado por Carlos Sylvestre Begnis, gobernador de la provincia de Santa Fe, en compañía de otros importantes dirigentes partidarios como Raúl Lucio Uranga y Guillermo Acuña Anzorena, quienes intentaron desplazar a Frigerio, vicepresidente y más activo dirigente del MID, de la conducción del partido. Tras el fracaso, provocado por Frondizi, que se negó a desplazar a su segundo, se separaron, fundando un nuevo partido, en marzo de 1975, el Movimiento Línea Popular.
El MOLIPO pronto estableció contactos con la Fuerza Federalista Popular y el Partido Demócrata Progresista con intenciones de armar una coalición política para las elecciones presidenciales que debían haber tenido lugar en 1976, para llevar la postulación a presidente de la Nación por la alianza a Carlos Sylvestre Begnis, líder del MOLIPO, y que podía ser secundado por Jorge Daniel Paladino, antiguo delegado de Juan Domingo Perón en la Argentina.
Becerra también fue docente en la Universidad Nacional de La Plata, en la Universidad del Salvador y en la Universidad Católica Argentina. Escribió distintos libros sobre política e historia. Su archivo personal y su colección hemerográfica se conservan en la Biblioteca Nacional Mariano Moreno de la República Argentina. 
Becerra falleció el 15 de diciembre de 1991 y sus restos fueron inhumados en el cementerio municipal de La Plata.